# Norbert-Bertrand Barbe
Norbert-Bertrand Barbe (1968) è un semiologo e storico dell'arte francese, Membro onorario dell'Academia Nicaragüense de la Lengua, il suo lavoro si focalizza sulle opere che egli chiama limite in riferimento a Gramsci (come il quadrato nero su fondo bianco di Malevič o Merda d'artista de Piero Manzoni).
I suoi studi si concentrano su:
La ricerca di un metodo unificato di analisi delle produzioni culturali, dal comparatismo all'iconologia (nei suoi libri: Roland Barthes e la teoria estetica, 1996; Arturo Andrés Roig e il problema epistemologico, 1998).
Il processo di formazione del pensiero contemporaneo e la sua genesi nei tempi moderni (Origini letterarie del pensiero contemporaneo, 2001; la costruzione de l'Io, tre volumi, 2010).
Lo studio della formazione dei discorsi di dominazione dai discorsi di massa (nei suoi libri: Due saggi sul risa, 2004; Metalinguaggi e discorso di domination, 2006; Elementi della costruzione politica contemporanea dei secoli XIX a XXI - Critica e bugie: della Scuola Pubblica nel Socialismo del Secolo XXI, 2010).
Il approccio iconologiche (simbolico) di arte astratta in due modi: da un lado la considerazione della divisione tra l'astrazione tematica (che riconosce l'oggetto ma non il tema, ad es. Simbolismo, Surrealismo) e l'astrazione formale (siamo non riconosce più né il tema né la forma, ad es.: espressionismo astratto), dall'altro l'opposizione tra tema (accumulo di motivi) e motivi (come "unità minime di significato"). (nei suoi libri: Iconologia, 2002, Questioni di Estetica Generale, 2010; La Rappresentanza: Problema iconografico di arte contemporanea, 2010).
L'approccio simbolico di contenuto narrativo nel cinema (nei suoi libri: Parliamo di Cinema, 1999; Saggi di iconologia filmica, 2001).